# Sodomiprocesserna i Utrecht

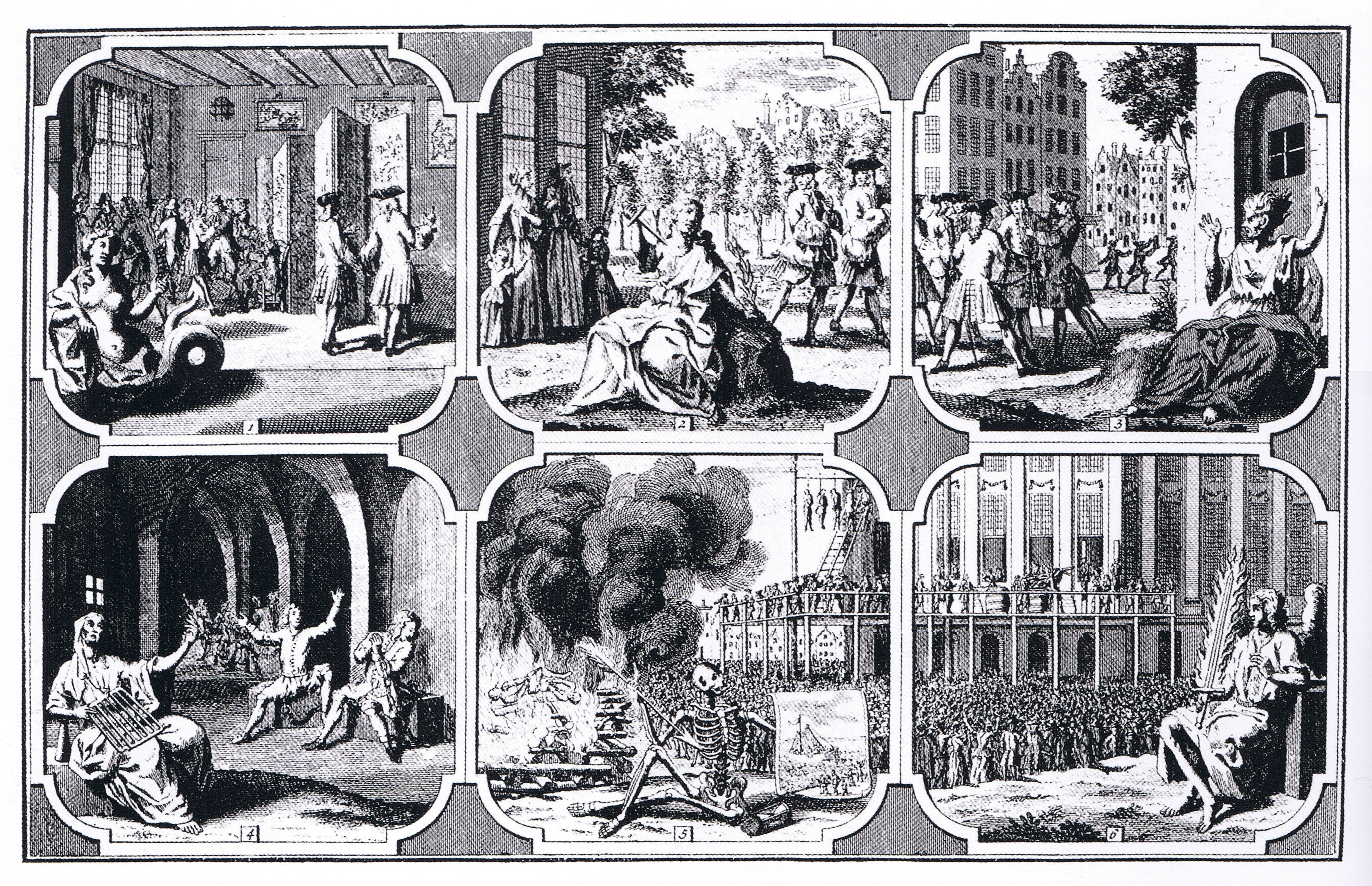
Timely punishment depicted as a warning to godless and damnable sinners. Gravering föreställande Sodomiprocesserna i Utrecht. Publicerad i Amsterdam, 1731.

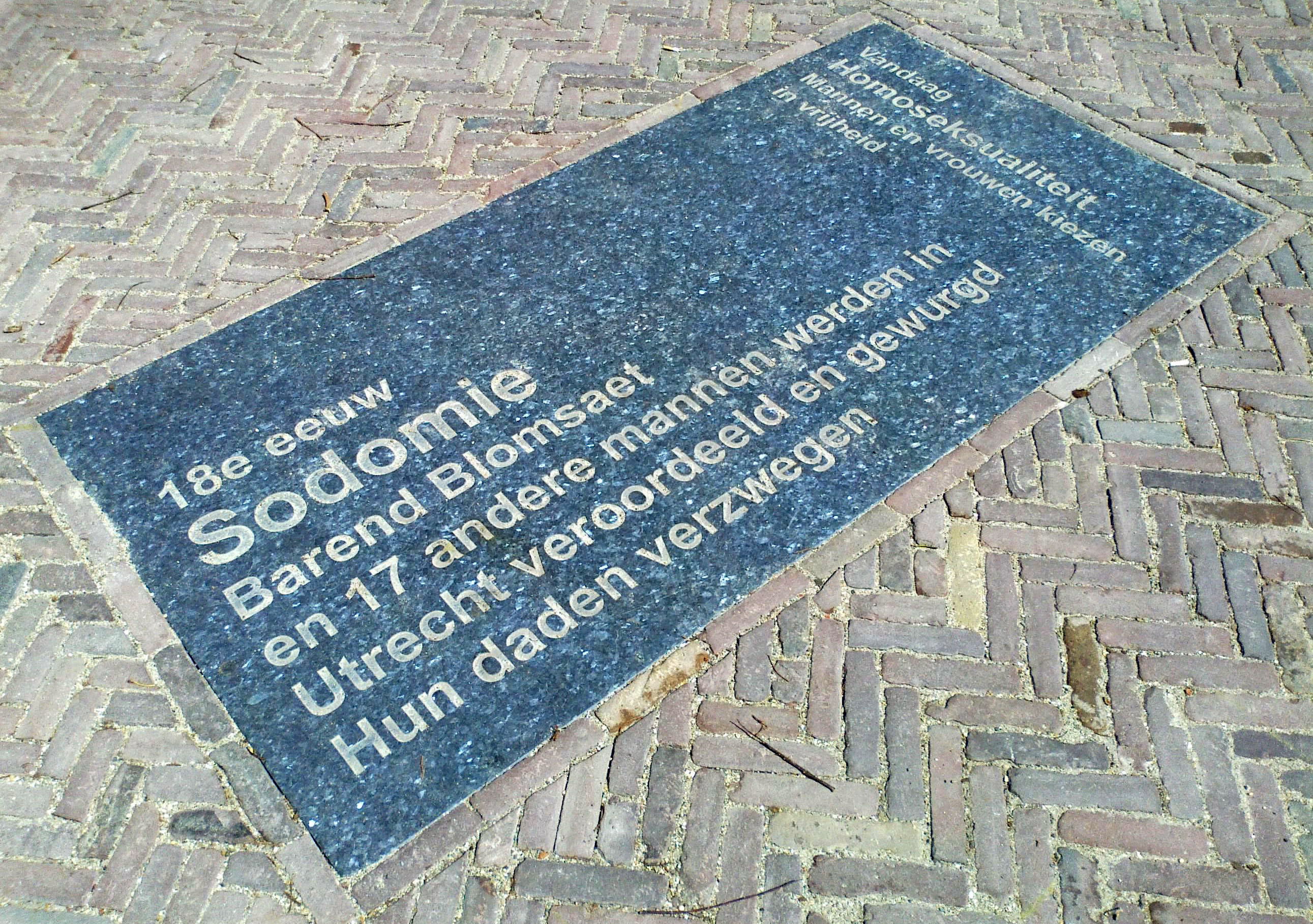
Minnesplatta i Utrecht.

Sodomiprocesserna i Utrecht var en nationell förföljelse mot manlig homosexualitet (under denna tid kallad sodomi) som ägde rum i Nederländerna mellan 1730 och 1731. Förföljelsen började i staden Utrecht i april 1730, men förorsakade en nationell moralpanik och spred sig därifrån ut över landet och förorsakade mellan 250 och 300 rättsprocesser totalt. Detta skedde under en tid när homosexualitet var förbjudet med dödsstraff, och de män som dömdes avrättades genom hängning eller dränkning, varefter deras kvarlevor brändes. 
Moralpaniken bröt ut sedan landet hade drabbats av en rad naturkatastrofer under föregående år, och homosexuella män kom att bli syndabockar. Manlig homosexualitet kom att utsättas för hård förföljelse i Nederländerna under hela 1700-talet och ytterligare moralpaniska processer bröt ut 1764 (Amsterdam), 1776 (ett flertal städer) och 1797 (Utrecht och Haag).